# Aliança Brasil-Equador de 1904
A aliança entre Brasil e Equador de 1904 foi um acordo secreto e não oficial entre o chanceler brasileiro José Maria da Silva Paranhos Júnior e o ministro de relações do Equador Carlos Rodolfo Tobar em que ambas as nações iriam se ajudar em caso de agressão peruana. 

## História
Após a ocupação brasileira do Acre e a assinatura do Tratado de Petrópolis, as atenções do ministro de relações exteriores do Brasil, José Maria da Silva Paranhos Júnior, o Barão do Rio Branco, se voltaram para o Peru, que também reivindicava a região e não aparentava querer largar de seus interesses, além de ter tido vários conflitos entre peruanos e brasileiros na fronteira. Com isto, o ministro brasileiro recebeu em maio de 1904 o chanceler equatoriano Carlos Rodolfo Tobar para discutir um acordo secreto entre ambas as nações. Na época, o Equador e o Peru disputavam uma área de 442 mil quilômetros na Floresta Amazônica, além de terem problemas políticos desde o século XIX, com isto, o Barão do Rio Branco firmou em 5 de maio daquele ano um acordo secreto de aliança com o Equador, em que previa o uso da força em caso de agressão peruana contra algum dos países. 

## Consequências
A aliança nunca chegou a ser ratificada, mas acabou por pressionar o governo peruano a resolver a questão com o Brasil por meio da diplomacia, que acabou levando ao Tratado Velarde-Rio Branco de 1909, consolidando a posse brasileira do Acre também perante o Peru.